# Siniscola
Siniscola (en sard Thiniscòle) és un municipi italià, situat a la regió de Sardenya i a la província de Nuoro, a la regió de la Baronia. L'any 2004 tenia 10.954 habitants. Limita amb els municipis d'Irgoli, Lodè, Lula, Onifai, Orosei, Posada i Torpè.

## Administració
| Període | Identitat   | Partit        |
| ------- | ----------- | ------------- |
| 2006-   | Lorenzo Pau | Llista Cívica |